# 汚れ
| ウィキペディアには「汚れ」という見出しの百科事典記事はありません（タイトルに「汚れ」を含むページの一覧/「汚れ」で始まるページの一覧）。 代わりにウィクショナリーのページ「汚れ」が役に立つかもしれません。 |